# Bilbao-Atxuri-stationen

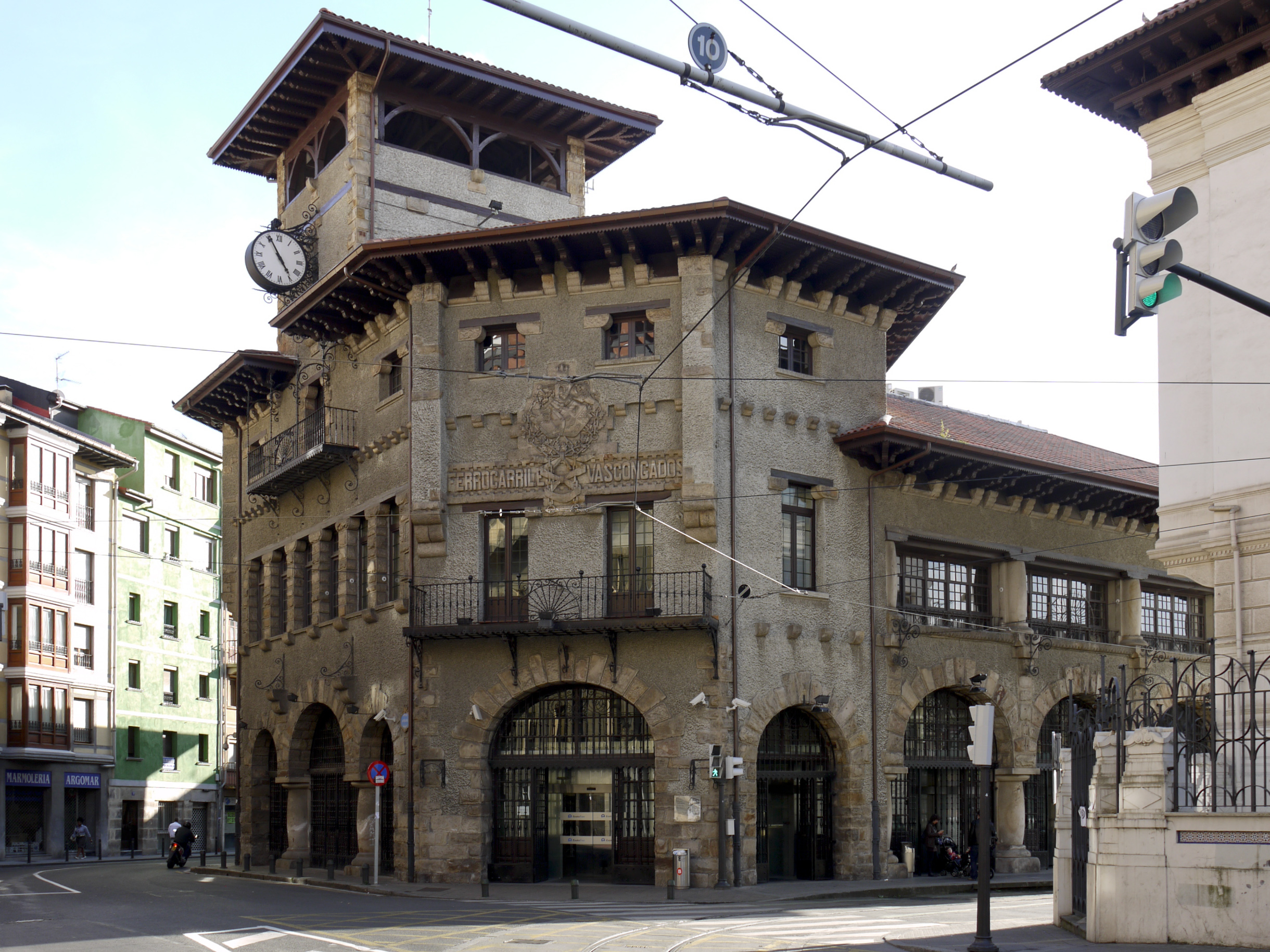
Bilbao-Atxuri-stationen

Bilbao-Atxuri-stationen, också känd som Bilbao-Atxuri eller Atxuri-stationen är en säckstation belägen i stadsdelen Atxuri, i distriktet Ibaiondo i Bilbao, Spanien. Terminalen har anslutning till EuskoTrens pendeltåg och Bilbaos spårväg (Euskotran). Den är slutstation för båda. Stationen ägs av Transportdepartementet i den autonoma regionen Baskien. Byggnaden är också platsen för företaget Eusko Trenbideak - Ferrocarriles Vascos huvudkontor.

## Historia
Stationsbyggnaden uppfördes 1913 och ersatte den första stationsbyggnaden från 1882 vilken hade blivit för liten för stadens invånare och önskemål. Byggnadsstilen är känd som "nybaskisk" och formgavs av arkitekten Manual Maria Smith. För närvarande är stationen slutstation för pendeltågsbolaget EuskoTren som förbinder Bilbao med Bermeo. Tidigare fanns även tåg till San Sebastián, men sedan juni 2017 går de från ststionen Bilbao Matiko. Det är också slutstation för Bilbaos spårväg (EuskoTran). I byggnaden finns transportföretaget Eusko Trenbideak - Ferrocarriles Vascos.

## Utformning
Stationen har spår för både EuskoTran och EuskoTren. Det enda som används av spårvägen ligger vid huvudingången och kan nås från huvudhallen, där passagerarna kan köpa biljett. Det finns bara ett spår för spårvägen.
EuskoTrens spår ligger vid sidan av stationen, och biljett fordras för att nå spårområdet. Det finns fyra huvudspår från vilka tågen ankommer och avgår. Stationshallen har förbindelse med företagets kontor och rymmer också en affär. Biljettautomater finns för köp av biljetter, det finns också tidtabeller anslagna.

## Stationens framtid
Atxuristationens anslutning till EuskoTren kommer att upphöra när utbyggnaden av pendeltåget är avslutad. Utbyggnaden kommer att ansluta Etxebarri-stationen med ”Bilbaos Norra Station” (Casco Viejo-stationen). Då kommer inte stationerna Bolueta och Atxuri att användas som  EuskoTren-stationer. Bilbao-Atxuri-stationen kommer att användas av EuskoTran och linjen utökas till Etxebarristationen, där anslutning ges till EuskoTren. Men Atxuri är då inte längre någon slutstation. Utbyggnaden av de nya linjerna väntas kunna avslutas under 2012.